# Колиромболи (Ливорно)
Колиромболи је насеље у Италији у округу Ливорно, региону Тоскана.
Према процени из 2011. у насељу је живело 30 становника. Насеље се налази на надморској висини од 13 м.